# Ассоциация лёгкой атлетики Гуама
Ассоциация лёгкой атлетики Гуама, англ. Guam Track and Field Association (GTFA) создана в 1976 году и является управляющей организацией лёгкой атлетики на Гуаме.
Действующий президент — Дерек Манделл. Он был избран в апреле 2017 года на период 2017—2021 годов и переизбран в августе 2021 года на период 2021—2025 годов.
GTFA является членом Международной ассоциации легкоатлетических федераций (IAAF) и Ассоциации лёгкой атлетики Океании (OAA). Кроме того, она является членом Олимпийского комитета Гуама (GNOC). Членство GTFA в GNOC было приостановлено в ноябре 2013 года, но в июне 2018 года GTFA была восстановлена в качестве ассоциированного члена, а в феврале 2021 года — в качестве полноправного члена GNOC.

## История создания
Бег, как вид спорта на Гуаме, активно развивался с середины XX-го века и в настоящее время очень популярен на острове.
До основания Бегового клуба Гуама, примерно в 1970 году, единственным организованным бегом на Гуаме были любительские соревнования по лёгкой атлетике. Шоссейных гонок было немного, несколько бегунов бегали по дорогам острова в одиночку или парами. Время от времени на некоторых деревенских праздниках, таких как праздник Иналахан, проводились забеги на одну милю, но это были шуточные гонки, в которых не принимали участия профессиональные спортсмены.
В 1970 году была устроена первая организованная гонка, проводившаяся в честь Дня Благодарения, и вместе с ней родился Беговой клуб Гуама (GRC), неформальная организация гуамских легкоатлетов. GRC положил начало некоторым видам гонок, проведение которых на Гуаме стало традиционным, таким как эстафета по периметру или 10-мильная гонка по Кросс-Айленд-Роуд — сложная и популярная гонка, которая существует до сих пор. На базе GRC в 1976 году и была создана Ассоциация лёгкой атлетики Гуама. В 1986 году GTFA получила членство Международной ассоциации легкоатлетических федераций (IAAF).
Самые большие изменения в беге на Гуаме произошли в начале 1990-х, когда 5-километровая гонка (5K), организованная Ассоциацией лёгкой атлетики Гуама, начала набирать популярность. Сегодня многие из более длинных забегов, от 10-километровых забегов до марафона, по-прежнему остаются популярными среди бегунов на длинные дистанции, но 5K, безусловно, является самой распространённой формой гонок на Гуаме, количество участников которой варьируется от нескольких сотен до более тысячи.

## Легкоатлеты Гуама
В 1972 году Джо Лоутон, преподававший в Гуамском университете, организовал первый Гуамский марафон. Ли Стюарт, 26-летний учитель средней школы имени Джона Ф. Кеннеди, выиграл первый марафон за три часа, двадцать четыре минуты и тридцать семь секунд. Боб Уэйд и Марвин Виллинес тренировались вместе и вместе пробежали марафон, разделив второе и третье места с результатом 3:32:13. Лоутон, организовавший мероприятие, не финишировал в первой гонке из-за судорог. В том году финишировали только восемь бегунов.
В 1978 году финишировали уже несколько десятков марафонцев. В 1979 году в марафоне участвовало около девяноста человек, а в 1980-м это число превысило 200 человек. Джо Тайтано стал одним из лучших бегунов Гуама в 1980-х годах, установив рекорд Гуамского марафона в 1983 году.
Первый забег на сверхдлинные дистанции Ironman (на 50 миль) на Гуаме был проведён в 1979 году, в нём финишировали всего четыре спортсмена: Боб Клицки, Гейб Ломбард, Эл Пикенс и Мик Флинн. Лу Клицки пробежала свой первый ультрамарафон в 1983 году и финишировала единственной из четырех бегунов. С 2003 года гонка не проводится из-за отсутствия желающих в ней участвовать.
В 1979 году Боб Клицки стал первым бегуном Гуама, принявшим участие в Бостонском марафоне, на который приглашаются лишь те, кто выдерживает жёсткие квалификационные испытания. В 1983 году Лу Клицки стала первой женщиной Гуама, пробежавшей Бостонский марафон.

## Международные соревнования
Самыми ранними международными соревнованиями, в которых участвовали легкоатлеты Гуама, были Южно-Тихоокеанские игры (с 1966 года). Бенни Сан-Николас преуспел в беге на 1500 метров на Южно-Тихоокеанских играх 1967 года. Билл Бьюкенен был единственным легкоатлетом из Гуама на Играх 1971 года и получил серебряную медаль в толкании ядра и бронзовую медаль в метании диска. Мел Борха участвовал в марафоне.
Лу Клицки стала первым бегуном Гуама, принявшим участие в Летних Олимпийских играх в 1988 году в Сеуле, Корея. Слава о ней разнеслась по всему миру после того, как она дала интервью, в котором призналась, что является бабушкой и самой старой женщиной-марафонцем на Олимпийских играх в Сеуле. На той Олимпиаде она установила свой личный рекорд в марафоне — 3:25:28.
Джен Оллред в 1991 году участвовала в чемпионате мира по лёгкой атлетике в Токио. В беге на 3000 метров в полуфинале заняла последнее место, показав результат 10 минут 18,44 секунды. В том же году завоевала четыре медали на Южнотихоокеанских играх в Порт-Морсби: золотые в беге на 1500, 3000 и 10 000 метров, серебряную в беге на 800 метров. В 1992 году вошла в состав сборной Гуама на летних Олимпийских играх в Барселоне. В марафонском беге заняла предпоследнее, 36-е место при девяти сошедших с дистанции, показав результат 3 часа 14 минут 45 секунд и уступив 42 минуты 4 секунды завоевавшей золото Валентине Егоровой из Объединённой команды.
На Летних Олимпийских играх 1996 года в Атланте Мари Бенито была единственной спортсменкой, представлявшей Гуам. Она пробежала женский марафон, заняв 65-е место с результатом 3:27:28.
Ронда Дэвидсон-Элли пробежала женский марафон (3:13:58, заняв 44-е место) на Летних Олимпийских играх 2000 года на Гуаме.
На Летних Олимпийских играх 2004 года Нейт Вир и Слоан Зигрист пробежали 1500 метров, выступая за сборную Гуама.